# Batalla de Papayal
La batalla de Papayal (también llamada de Palmira o El Badeo) fue un enfrentamiento armado producido durante la disolución de la Gran Colombia el 10 de febrero de 1831, entre las fuerzas leales al vicepresidente constitucional Domingo Caicedo y los ejércitos de la dictadura de Rafael Urdaneta, con victoria de las primeras.

## Antecedentes
El 5 de septiembre de 1830 el general Rafael Urdaneta dio un golpe de Estado contra el gobierno de Joaquín Mosquera y Domingo Caicedo, instalando una dictadura en nombre de Simón Bolívar, produciéndose rebeliones en su contra de inmediato. Los generales José María Obando y José Hilario López estaban reuniendo un ejército entre Popayán y Patía para enfrentar a Urdaneta, reclutando exguerrilleros realistas patianos y pastusos en su «Ejército Libertador».
Ambos personajes no estaban seguros sobre cómo proceder, deseaban formar una república con el Cauca, pero no sabían si sumarse a la Nueva Granada o Ecuador y Juan José Flores, viendo su oportunidad, les envió invitaciones al Congreso Constituyente que se reunía en este último país. Obando vio en esa posibilidad una manera de mantener su propio poder en la región. El general Obando demostró durante su vida ser un caudillo hábil y ambicioso. Entre 1826 y 1827 supo hacerse con el control de Pasto, desplazando a rivales como su primo, Mosquera, y el gobernador nombrado por Bolívar en 1824, el general Flores. Como lo describió un autor: «Obando cambiaba frecuentemente de causa, ámbito y amo». Oficial realista hasta 1822 y luego republicano, en 1828 se alza con el general López contra el presidente Simón Bolívar, en 1829 se vuelve lugarteniente de Bolívar, en 1830 autonomista aliado con los quiteños de López y desde 1831 centralista neogranadino que asegura la soberanía del Cauca para Bogotá.
Entre tanto, el general Tomás Cipriano de Mosquera marchaba desde Ibagué al Cauca para unirse al general Pedro José Murgueitio Conde y acabar con los rebeldes.

## Batalla
Obando dejó una fuerte guarnición en Patía por si debía retirarse y pasó por El Tambo, Timbío y Popayán, donde recibió grandes muestras de apoyo. Entre tanto, el general Murgueitio, jefe militar de Cauca, había organizado 400 milicianos en Buga y Cauca y marchaba a unirse con el nuevo general, Pedro Murgueza, que estaba en las cercanías de Palmira. Este último no conocía bien el país y no sabía de los movimientos enemigos hasta que estos ocuparon Palmira y quedaron muy cerca de su campamento, interponiéndose entre él y Murgueitio. El jefe militar del departamento, dándose cuenta de la situación, retrocedió a Cartago pero sus milicianos se dispersaron en la retirada. Murgueza quedaba sólo con sus 400 soldados del batallón Cazadores, 130 jinetes del 2.° regimiento Húsares de Junín, 200 milicianos de Cali y 50 hombres de una compañía del batallón Vargas. En la cordillera Oriental estaba el coronel Joaquín Posada Gutiérrez, pero los constitucionalistas fingieron avanzar hacia él para hacerlo retroceder y así luego virar y encargarse de Murguitio.
Entre tanto, Obando y López consiguieron infiltrar agentes en una unidad enemiga, el batallón Cazadores de Bogotá, estableciendo contactos con su comandante, Vicente Bustamente. De hecho, tanto ese oficial como su unidad eran considerados poco fiables por Urdaneta y por ello se los envió tan lejos. Además, cuando un aparente rebelde desertor llamado Renfijo Palacios apareció en el campamento de Murgueza anunciándole la llegada de Obando a Palmira, el general no confió en él y lo dejó en custodia de Bustamante, pero en realidad había sido enviado a negociar con ese oficial. Poco después, los revolucionarios lograban capturar dos destacamentos de caballería dictatorial.
Cuando Murgueza se enteró de la retirada de Murgueitio, resolvió atacar al enemigo sin conocer bien sus fuerzas o posición. Así que decidió aproximarse durante la noche al campamento enemigo, pero su vanguardia, el batallón Cazadores, se dividió en dos partes por orden del capitán Nicolás Maidedo, quien secretamente había conspirado con Obando. Así, cuando los rebeldes se enteraron de esto, resolvieron atacar a los dictatoriales en la llanura abierta donde estaba la hacienda El Papayal a las 05:00 horas del 10 de febrero de 1831. Atacaron por el centro aprovechando la brecha dejada por Maidedo y aunque una compañía del Vargas con 200 milicianos de Cali liderados por el capitán Luis Quintero y el comandante Manuel José Collazos respectivamente intentaron resistir, se hicieron con el campo. El escuadrón de húsares, diezmado por los dos destacamentos perdidos el día anterior, intentó defender la retirada y reunión del Cazadores, pero acabó huyendo vencido. El mencionado batallón se negó a combatir. El general huyó con 12 húsares y 8 oficiales a Cali.

## Consecuencias
El 13 de febrero Collazos y 60 hombres abandonaron Cali y se dispersaron en las montañas de Hoya. Poco después, fueron fusilados los capitanes Quintero y Reyes y los sargentos Saldaña y González. Los rebeldes duplicaron sus fuerzas gracias a la deserción masiva de bogotanos, su camino a la capital ahora estaba libre. Todas las ciudades del Cauca proclamaron su unión con Ecuador, lo que llevó a una guerra. En marzo se sumaban las sublevaciones del coronel Salvador Córdova en Antioquia y el general Juan José Neira en Cundinamarca. También Posada Gutiérrez se declaraba por los constitucionalistas en Neiva con 450 soldados. Para esos momentos, la costa atlántica, Panamá, Cauca, Magdalena y Casanare estaban en manos rebeldes.
Vencido y abandonado por los suyos, Urdaneta firmó el convenio de Apulo el 24 de abril. Entregó el mando al vicepresidente Caycedo y López entró triunfante en Bogotá el 2 de mayo. Obando, designado por López como Supremo Director de la Guerra, fue nombrado ministro de Guerra por el nuevo presidente, volviéndose el verdadero poder tras el presidente. López entró en la capital con el título de «General Ecuatoriano auxiliar de la Nueva Granada», pero Caycedo lo convenció de adoptar el título de «Comandante de las Fuerzas del Gobierno Granadino». El 15 de mayo celebró un fastuoso desfile San Victorino y la plaza Mayor. Obando estuvo en Bogotá durante la Convención Granadina que promulgó la Constitución neogranadina del 21 de noviembre y eligió a Francisco de Paula Santander como presidente el 9 de marzo de 1832. El general Obando perdió la elección de vicepresidente frente a José Ignacio de Márquez, después de lo cual rechazó el ofrecimiento de Santander de ser secretario de Guerra y Marina para regresar al sur u expulsar a los ecuatorianos del Cauca.